# Evelyn Beatrice Hall
Evelyn Beatrice Hall (Shooter's Hill, 28 settembre 1868 – Wadhurst, 13 aprile 1956) è stata una scrittrice e biografa britannica che ha scritto sotto lo pseudonimo di S.G. Tallentyre (o Stephen G. Tallentyre).
È nota per aver parafrasato il pensiero di Voltaire con la frase: I disapprove of what you say, but I will defend to the death your right to say it (traducibile in italiano con : Disapprovo quello che dite, ma difenderò fino alla morte il vostro diritto di dirlo).

## Biografia
È conosciuta soprattutto per la sua biografia sul filosofo francese Voltaire, Gli amici di Voltaire, completata nel 1906. Fu lei a scrivere la frase, spesso erroneamente attribuita a Voltaire, «I disapprove of what you say, but I will defend to the death your right to say it» («Disapprovo quello che dite, ma difenderò fino alla morte il vostro diritto di dirlo»), come un'illustrazione del pensiero di Voltaire. Tale frase è nota anche nella leggera variante, «Non sono d'accordo con quello che dici, ma darei la vita perché tu possa dirlo». La frase stessa è stata presa come posizione democratica e baluardo da Sandro Pertini.